# 斯图蒙
斯图蒙（法語：Stoumont，法語發音：[stumɔ̃]）是比利时瓦隆大区列日省韋爾維耶區的一个市镇，位于昂布莱沃河畔，西南与盧森堡省接壤，通行法语，是比利时法语社群的一部分，人口3,104人（2018年1月1日）。